# 林凌雅
林 凌雅（はやし りょうが、1998年10月12日 - ）は、日本の俳優。ハーベストムーン所属。

## 出演

### テレビドラマ
- ほーむめーかー（2004年4月-6月、TBS） - 園児 役
- 魔弾戦記リュウケンドー（2006年、テレビ東京）
- 時効警察（2006年、テレビ朝日） - 秋津ツヨシ 役
- ヴォイス〜命なき者の声〜 第4話（2006年、フジテレビ） - 富士夫（幼少） 役
- 帰ってくるのか!? 33分探偵（2009年、フジテレビ） - 隼人 役
- 魔女裁判 第8話（2009年、フジテレビ） - 中島雅人 役
- 宿命 1969-2010 -ワンス・アポン・ア・タイム・イン・東京-（2010年、朝日放送・テレビ朝日） - 有川崇（幼少） 役
- 明日の光をつかめ（2010年7月-9月、東海テレビ） - 北山大輔 役
- 明日の光をつかめ2（2011年7月-9月、東海テレビ） - 北山大輔 役
- ゴーイング マイ ホーム 第7話（2012年、関西テレビ） - 伊藤晃 役
- 島の先生（2013年5月-7月、NHK）- 多田翔司 役
- 熱血シングル・ファザー〜新聞記者・新庄圭吾の事件ファイル〜3（2016年） - 田島純 役

### 映画
- 暗いところで待ち合わせ（2006年）
- 歩いても 歩いても（2008年） - 片岡睦 役
- 旭山動物園物語 ペンギンが空をとぶ（2009年）
- GOEMON（2009年） - 霧隠才蔵（少年時代） 役
- ACACIA（2010年） - タクロウ 役
- 奇跡（2011年） - 福元佑 役
- 七つまでは神のうち（2011年） - 田辺修一 役
- はやぶさ/HAYABUSA（2011年） - 恵の兄・和幸 役
- MARCHING 明日へ（2014年）- 洋介 役